# 乔治·赛勒斯·索普

乔治·赛勒斯·索普（英語：George Cyrus Thorpe，1875年1月7日—1936年7月28日）在美西战争和美菲战争中曾担任美国海军陆战队的军官。他是后勤学早期的作者之一。

## 生平
乔治·赛勒斯·索普1875年1月7日出生于明尼苏达州诺斯菲尔德。
1903-1904年间，乔治·赛勒斯·索普上尉在美国駐埃塞俄比亚帝国外交使領館中担任陸戰隊衛兵指挥官职务，并给孟尼利克二世拍照。

## 著作
《理论后勤学：战争准备的科学》（Pure Logistics: The Science of War Preparation） 中国人民解放军出版社，译者：张焱 ISBN 9787506509060